# G.I.T.
G.I.T. (originalmente GIT, por las iniciales de sus integrantes: Guyot, Iturri y Toth) es un grupo de rock originario de Buenos Aires, Argentina, surgido a principios de la década de 1980. El grupo estaba integrado por Pablo Guyot (guitarra y coros), Willy Iturri (batería y voz) y Alfredo Toth (bajo y voz).
El génesis de la banda se encuentra en Banana, la banda pop de Cesar Banana Pueyrredón donde Guyot e Iturri tocaban juntos a fines de los años '70. Luego, los 3 músicos coincidieron por primera vez en la banda de Raúl Porchetto, sirviendo como la base instrumental de los mejores éxitos del artista a inicios de los años '80. Charly García quedó deslumbrado con la base de Porchetto y los incorporó a su banda solista, grabando con ellos dos álbumes.
Los tres músicos venían pidiendo desde hacía rato un espacio propio, así que Charly concedió y les permitió que formaran una banda, la cual se llamó GIT (acrónimo que proviene de las iniciales de los apellidos de sus integrantes: Guyot, Iturri y Toth). Charly les dio una mano y fue el productor de su disco debut homónimo. Debido a un inadvertido error de diseño, la carátula del disco muestra el acrónimo separado por puntos, por lo que en otros países la banda es conocida como G.I.T.. El álbum se volvió un éxito rápidamente y GIT inició su despegue: se convertiría una de las bandas emblemáticas de la era dorada del rock argentino, conquistando Argentina, Chile, Perú, Estados Unidos, Japón, y México. Sus discos fueron editados en Colombia, aunque sin mayor resonancia. 
Por el desgaste humano frente al éxito abrumador que estaba teniendo la banda, se separaron en 1988. Tuvieron posteriormente reuniones en 1992, 2010 y 2017.
Las canciones  «La calle es su lugar» y «Siempre fuiste mi amor», de la primera y segunda placa discográfica respectivamente, le otorgaron el reconocimiento del público. Otros de sus éxitos, como «Es por amor», perteneciente a su tercer disco, GIT Volumen 3 (1986), los llevó al éxito nacional y mundial. Otros éxitos en su última etapa la completan canciones como la antibélica «Buenas noches, Beirut», la roquera «No te portes mal» y la balada pop «Para Pau».

## Historia

### Primeros encuentros
Pablo Guyot y Willy Iturri tocaban juntos en Banana, una banda que duró cuatro años y logró cierta repercusión en los pubs del Gran Buenos Aires. Alfredo Toth venía de integrar legendarias bandas como Los Gatos, Sacramento, la banda de León Gieco y la de Nito Mestre.
Los tres formaron parte de la banda de Raúl Porchetto, grabando los discos Metegol (1980) y Televisión (1981). Cuando decidieron independizarse como trío, Charly García convocó a Iturri para su disco Yendo de la cama al living; ante la magnitud de la propuesta, la iniciativa de formar la banda quedó postergada. Guyot se incorporó entonces a ZAS (el grupo de Miguel Mateos) y Toth tocó con Fantasía y con Piero.
En el año 1983 decidieron grabar un demo para difusión radial, pero no avanzaron debido a que Charly García convocó a los tres músicos para grabar Piano Bar (1984).

### El primer disco
Sus primeros simples son «La calle es su lugar» (conocido popularmente como Ana) y «Acaba de nacer», que conducirían a la grabación de la primera placa propia: G.I.T. (1984) en los estudios Mediterráneo, en Ibiza, y producido por Robin Black. Se convirtió en disco de oro al poco tiempo, y tiempo después fue disco de platino. Para este disco contaron con la producción de Charly García, de cuya banda seguían formando parte y en cuyas presentaciones tocaban. La canción «La calle es su lugar» se convirtió en un hito del rock argentino; otros temas conocidos fueron «Viento loco» y «El juego comienza».

### El disco negro
El segundo disco, del año 1985, no tenía nombre, y fue conocida como el disco negro de GIT (1985), o bien el álbum de los relojes. Fue producido por Gustavo Santaolalla, y resultó duramente criticada por la prensa, especialmente por el sonido de la batería de Iturri, al estilo "lata", que se convirtió en un sello característico de la banda. No obstante, alcanzó cifras muy altas en ventas, hecho que se confirmó con sus shows en Chile y Perú. Fueron la primera banda argentina en editar un disco en Estados Unidos. Entre sus temas más exitosos figuraron «Siempre fuiste mi amor», «No hieras mi corazón» y «Aire de todos». El sello Interdisc publicó en 1987 una recopilación de las tres primeras placas del grupo.

### «Es por amor», éxito total
El tercer disco, GIT Volumen 3 (1986), al igual que los anteriores tuvo una gran difusión; «Es por amor», tema destacado de su tercer álbum, los llevó al éxito, probablemente el primero a nivel continental de un grupo de rock hispano moderno, abriendo así un fenómeno internacional que luego sería llevado a su punto más alto por Soda Stereo. El tercer álbum de la banda, se edita junto con sus dos placas anteriores en toda Hispanoamérica, logrando un éxito total en sus presentaciones y convocando a más de 25.000 personas en el Coliseo Amauta de Lima, Perú.
Además de los mencionados temas que fueron los más difundidos del álbum, las radios prácticamente eligieron el álbum casi por completo como cortes de difusión, entre ellos «Buenas noches, Beirut», «Más bien, menos mal», «Tarado de cumpleaños» y «Crucigramas». Tuvo seis hit-singles de los ocho temas que lo componen.
Él éxito del tercer álbum de la banda hizo que se editaran sus dos primeros LPs anteriores en aquellos países de Latinoamérica en los que todavía no habían sido editados o promocionados debidamente. Caso aparte son Chile y Perú en donde el éxito de GIT fue inmediato ni bien salieron sus dos primeros trabajos, ubicando al "disco negro" (GIT 2) como el preferido en esos dos países a pesar de las duras críticas por parte de la prensa argentina que recibió dicho trabajo. No obstante, GIT 2 fue disco de oro y platino en Argentina.
En el año 1987, el trío fue invitado al Festival de Viña del Mar, en Chile, y compartieron escenario con sus compatriotas de Soda Stereo, el estadounidense Christopher Cross y el dúo australiano Air Supply, ante 30.000 personas en la Quinta Vergara. Este evento, fue transmitido a más de 32.000.000 de televidentes de habla hispana e hizo que GIT fuera galardonado con dos Antorchas de Plata y la ovación total del público.

### Primera sangre y fin a la trilogía
Para ese entonces los shows en vivo de la banda no diferían mucho uno del otro desde sus comienzos. Se hacía necesario un cambio, fue entonces cuando incorporaron a Babú Cerviño (tecladista que se sumó a propuestas tan disímiles como Tantor, Víctor Heredia, Raúl Porchetto y Alberto Cortez) y cerraron un estudio para ellos solos para la elaboración de un nuevo álbum de estudio. El proceso de grabación les fue muy complicado y se consumieron cerca de mil horas para un disco de solo ocho canciones. Este disco fue grabado en los Estudios Del Cielito y mezclado en los Estudios Panda por Alberto Fernández.
El cuarto álbum de la banda Primera sangre (1988) fue un disco que no logró el éxito de los anteriores. Este álbum tuvo solamente dos temas como cortes de difusión: «Golpes» y «Tinta invisible», en coautoría con Andrés Calamaro. Otro tema que alcanzó alguna difusión fue «Por poder gritar».
En el año 1988, debido a un desgaste en las relaciones entre los integrantes de la banda, hicieron una pausa. Durante esos años, entre 1989 y 1992, los tres se radicaron en Chile.

No fue una despedida, fue un paremos
Willy Iturri entrevistado en el año 1989.

### La vuelta del trío: periodo 1992 a 1994
Tras una separación de tres años, retornaron a las salas de ensayo y en 1992 dieron forma a  Distorsión. Con cierto aire a Achtung Baby de U2, aunque el material era demasiado complejo para un trío. Convocaron entonces a Víctor Skorupsky (saxo), Miguel Ángel Tallarita (trompeta), Bebe Ferreyra (trombón), Celsa Mel Gowland y Sandra Baylac (coros), Gustavo Díaz (teclados) y a Nito Mestre como invitado especial. El disco fue grabado íntegramente en Estados Unidos, en Electric Lady, el estudio de Jimi Hendrix. El ingeniero de grabación fue Dave Whitman, quien había trabajado con Led Zeppelin y Eric Clapton. Entre las canciones más exitosas de este disco se pueden citar «No te portes mal», «Nadie más que tú» y «Para Pau».
El trío se embarcó en una gira mundial que concluyó en Japón, tocando en Teatro Municipal de Hiratsuka. Distorsión fue el trabajo más elaborado a nivel musical del grupo, ya que presentó arreglos de instrumentos de viento en casi todas sus composiciones y también teclados, los cuales enriquecieron y dieron otra dimensión a su ya tradicional sonido de rítmica muy marcada por los golpes de batería de Iturri. Este fue el disco más rockanrolero y visceral de la banda. Según cuenta Iturri, habían invitado a tocar en el disco al músico de blues B.B. King (en el tema La Parada Final) pero a última hora los llamó para excusarse porque venía exhausto de una extensa gira mundial. Andy Ramos ocupó la guitarra rítmica lo que permitió que Guyot tuviera más libertad en la primera guitarra para los solos y las distorsiones. El hecho de haber formado una verdadera banda completa con segunda guitarra, teclados y vientos hizo que este disco sonara mucho más potente y roquero; distanciándose del puro y despojado sonido new wave de sus tres primeros álbumes. Las canciones además ya habían sido concebidas buscando encontrar un sonido más complejo y roquero. La canción «No te portes mal» fue el primer corte difusión del álbum con los tres miembros de la banda que hicieron de Hells Angels  salvando a una llamativa morocha (interpretada por la modelo chilena Ivette Vergara) en el videoclip promocional. Otro sencillo éxito de «Distorsión» fue la balada romántica «Para Pau»

### De regreso a los escenarios en 2010
Luego de varios años sin tocar juntos, Willy Iturri, Alfredo Toth y Pablo Guyot aparecieron sorpresivamente en el Festival Cosquín Rock de 2010 e interpretaron sus clásicos «La calle es su lugar» y «Es por amor» ante un público que si bien no vivió la época donde tuvieron mayor éxito, corearon enérgicamente sus canciones. La banda realizó una serie de conciertos que culminó con un show en Perú junto al dúo sueco Roxette en el Estadio Nacional.

### 2017: reunión y anuncio de gira
Sorpresivamente y a través de sus redes sociales, Guyot, Iturri y Toth, anunciaron que desde junio de 2017 comenzarán una gira que los llevará por escenarios de Perú, Chile, Bolivia, México y Argentina.

## Integrantes
- Pablo Guyot:  Guitarra y coros.
- Alfredo Toth: Voz y bajo.
- Willy Iturri: Voz, batería y percusión.

## Discografía oficial
| Año  | Nombre del álbum | Discográfica                    | Tipo de álbum |
| ---- | ---------------- | ------------------------------- | ------------- |
| 1984 | G.I.T.           | DG Discos (Interdisc/Universal) | En estudio    |
| 1985 | GIT Volumen 2    | CDA (Interdisc/Universal)       | En estudio    |
| 1986 | GIT Volumen 3    | Interdisc/Universal             | En estudio    |
| 1988 | Primera sangre   | BMG                             | En estudio    |
| 1992 | Distorsión       | EMI                             | En estudio    |

## Álbumes recopilatorios
- El Álbum (1987)
- G.I.T. De Colección (1993)
- Oro: Grandes Éxitos (2003)
- Genios del Rock Nacional (2007)
- Crucigramas (2007)

## Videografía
- Es por amor (1986)
- Buenas noches, Beirut (1986)
- Golpes (1988)
- No te portes mal (1992)